# Зверь в пещере
«Зверь в пещере» (англ. The beast in the cave) — рассказ американского писателя-фантаста Говарда Филлипса Лавкрафта. Написан он четырнадцатилетним подростком всего за одну ночь 21 апреля 1905 года. Первый набросок был написан весной 1904 года, а окончательный вариант был закончен в апреле 1905 года, когда Лавкрафту было четырнадцать лет. Впервые был опубликован в июньском номере любительского журналистского журнала «The Vagrant» за 1918 год, который сегодня представляет эквивалент хорошо отредактированного рассказа для фанатов. Этот рассказ следует рассматривать как пример юношеской работы Лавкрафта, и она классифицируется как таковая в сборниках его произведений. Входит в собрание «Дагон и другие жуткие рассказы» (1986).
В 1930-е годы Лавкрафт отправил копию машинописного текста своим многообещающим молодым корреспондентам в качестве примера того, что он создал в их возрасте, а также в качестве первого упражнения в переработке произведения. Таким образом, рассказ позволил Лавкрафту упражняться в том, на сколько хороши их навыки, воображение и намерения на самом деле.

## Сюжет
Повествование происходит от первого лица. Главный герой рассказа направился с экскурсией в огромную Мамонтову пещеру, но когда все туристы зашли внутрь, он отделился от группы и пошел куда глаза глядят.
Через некоторое время он понял, что заблудился. Он знал, что лабиринт пещеры Мамонта огромен и шансов выйти наружу у него всё меньше. Но делать нечего, и он начинает бессмысленно блуждать по пещере, со страхом ожидая того момента, когда погаснет наконец его фонарик.
И вот, в каком-то отдаленном углу лабиринта слабый свет вообще перестает мерцать. Наступает полная тьма. Герой просто садится и ждёт, что же будет дальше. Тут он слышит шаги. Кто это? Может, человек? Нет, человек шёл бы в ботинках, это сразу можно было бы понять по стуку подошв. Тем более, что-то, что приближается сюда, идет на четырёх лапах. Турист берёт в руки булыжник, валявшийся у него под ногами, и бросает в ту сторону, откуда, как ему кажется, раздаются звуки. Камень ударяется о стену. Тогда он бросает второй кусок глыбы и слышит удар, а затем — звук упавшего тела. Ясно, что зверь либо тяжело ранен, либо убит. Интересно, кто это? Герой смирился с тем, что никогда этого не узнает — тьма такая, что не видно ничего, а выбраться он даже не надеется.
Но вдруг через несколько часов он слышит твердую человеческую поступь и видит слабое мерцание на стене. Он бежит на свет и находит гида: тот, оказывается, отправился на поиски как только обнаружил пропажу туриста. Он, конечно же, сразу рассказывает спасителю о своей схватке с неведомым животным и они вместе отправляются посмотреть на убитое создание. Это оказывается какая-то обезьяна с белой шерстью и кожей; голова заросла растительностью. И только когда гид перевернул обезьяну, они поняли, что эта обезьяна некогда была человеком.